# Łukasz Mierzejewski
Łukasz Mierzejewski (Ciechanów, 31 agosto 1982) è un ex calciatore polacco, di ruolo difensore.

## Caratteristiche tecniche
Era un terzino destro.

## Carriera

### Nazionale
Debutta in nazionale maggiore il 17 gennaio 2010, giocando da titolare la gara amichevole contro la Danimarca. In totale, ha disputato cinque partite con la maglia della Polonia, tutte amichevoli.

## Palmarès
- Ekstraklasa: 2

Legia Varsavia: 2001-02
Zagłębie Lubin: 2006-07
- Campionato polacco di seconda divisione: 1

Widzew Łódź: 2008-2009
- Supercoppa di Polonia: 1

Zagłębie Lubin: 2007